# Jachranka
Jachranka is een plaats in het Poolse district  Legionowski, woiwodschap Mazovië. De plaats maakt deel uit van de gemeente Serock en telt 420 inwoners.

## De naam
De naam komt waarschijnlijk van de topografische kenmerken ⇒ Niechronka (een plaats die geen militaire schuilplaats biedt, een niet-defensieve plaats).
1. ↑  (pl) Serock Statistical Official (30 november 2021). Gearchiveerd op 1 februari 2023.
2. ↑  Uchwała Nr 59/VI/2011 Rady Miejskiej w Serocku. Gearchiveerd op 12 juli 2023.